# Acidovorax radicis
Acidovorax radicis es una especie de bacteria gramnegativa del género Acidovorax. Fue descrita en el año 2011. Su etimología hace referencia a raíz. Es aerobia y móvil por flagelo polar. Tiene un tamaño de 0,3-0,5 μm de ancho por 1,5-2 μm de largo. Forma colonias rugosas en agar NB. Catalasa negativa y oxidasa positiva. Temperatura de crecimiento entre 10-35 °C, óptima de 30 °C. Se ha aislado de la superficie de las raíces de Triticum aestivum, y parece que puede tener un papel beneficioso para la planta.